# Eysturtindur
62°07′N 7°24′V / 62.117°N 7.400°V
Eysturtindur (dansk: Østtinden) er det næsthøjeste fjeld på øen Vágar i Færøerne. Bjergets højeste top er på 715 meter over havets overflade.